# Elisabeth Endres (Architektin)
Elisabeth Endres ist eine deutsche Architektin und Hochschullehrerin für Gebäudetechnologie und Bauklimatik.

## Beruflicher Werdegang
Endres studierte Architektur an der TU Kaiserslautern und an der TU München, 2007 schloss sie mit dem Diplom ab. Anschließend arbeitete sie als wissenschaftliche Mitarbeiterin am Lehrstuhl für Bauklimatik und Haustechnik unter Leitung von Gerhard Hausladen. Sie wirkte an Forschungsprojekten mit und leitete den Lehrbetrieb am Lehrstuhl im Studiengang Architektur, baute den Studiengang „Energieeffizientes nachhaltiges Bauen“ auf und verantwortete die Module „Konzept und Projekt“ im weiterbildenden Studiengang „ClimaDesign“. Dafür erhielt sie 2010 den Preis für gute Lehre der TU München; parallel war sie bis 2013 Frauenbeauftragte der Fakultät für Architektur.
2014 bis 2018 war sie unter Leitung von Thomas Auer Projektverantwortliche des Forschungsvorhabens „Parameterstudie Low-Tech Bürogebäude“; darüber hinaus hatte sie Lehraufträge an der Akademie der Bildenden Künste München und den Hochschulen Wismar und Salzburg.
Ab 2013 war sie außerdem Projektleiterin im Ingenieurbüro Hausladen, wo sie 2018 in die Geschäftsleitung berufen wurde und nach wie vor tätig ist.
2019 wurde sie auf die Professur für Gebäudetechnologie an der TU Braunschweig berufen; seit Oktober 2019 lehrt sie an dort an der Fakultät Architektur, Bauingenieurwesen und Umweltwissenschaften. Damit verbunden wurde sie Leiterin des Instituts für Gebäude- und Solartechnik (IGS), das 2021 gemäß ihren neuen Forschungsschwerpunkten in Institut für Bauklimatik und Energie der Architektur (IBEA) umbenannt wurde.
Neben ihrer Professur ist sie in mehreren Gremien und Verbänden tätig: Sie ist ordentlich berufenes Mitglied im Bund Deutscher Architektinnen und Architekten und wissenschaftliche Beraterin für die Deutsche Gesellschaft für Nachhaltiges Bauen; außerdem im Vorstand der Sep Ruf Gesellschaft und seit 2019 im Vorstand von Aktiv+ e. V.
2023 wurde sie in der Bundeshauptstadt Berlin in den Landesdenkmalrat berufen sowie als Expertin von der THF x Denkmalwerkstatt eingeladen, die eine neue Perspektive für den Flughafen Tempelhof erarbeitet; darüber hinaus auch in Hamburg in den Beirat der HafenCity Hamburg berufen.
Im März 2024 wurde sie Mitglied des Kuratoriums der Internationalen Bauausstellung 2027 StadtRegion Stuttgart (IBA'27). Im selben Monat wurde sie vom Generalsekretär der Deutschen Bundesstiftung Umwelt für drei Jahre als Mitglied ins Auswahlgremium des Stipendienprogramms berufen, welches Promotionsstipendien vergibt.
2025 gehört Endres neben Nicola Borgmann, Daniele Santucci und Gabriele G. Kiefer zu den Kuratorinnen des Deutschen Pavillons mit dem Motto „Stresstest“ auf der 19. Architekturbiennale Venedig vom 10. Mai bis 23. November des Jahres mit dem Titel Intelligens. Artificial, Natural, Collective („Intelligenz. Künstlich, Natürlich, Kollektiv“) unter der Kuratel Carlo Rattis.

## Tätigkeitsschwerpunkte
Endres arbeitet in Praxis und Forschung an der Schnittstelle von Architektur und technischen Systemen sowie deren Integration in Gebäudestrukturen. Sie geht dabei der Frage nach, wie durch passive Strategien mit möglichst wenig aktiver Technik ein behagliches Raumklima auf Gebäude- und auf Quartiersebene hergestellt werden kann. Gleichzeitig soll mit diesen LowTech-Strategien die Robustheit und Nachhaltigkeit in Bezug auf Gestaltung, Technik und Kreislaufwirtschaft sichergestellt werden. Dabei werden auch die Aspekte von im Gebäude vorhandenen oder zu integrierenden Energiequellen und CO2-Neutralität betrachtet.
Am 14. November 2024 gründete sie zusammen mit den Wissenschaftlern und Hochschullehrern Dietmar Walberg, Werner Sobek, Manfred Norbert Fisch und Dirk Hebel die Initiative Praxispfad CO2-Reduktion im Gebäudesektor.

## Auszeichnungen
- 2010 Preis für gute Lehre der TU München[1]
- 2021 Kulturpreis der Ingrid zu Solms-Stiftung für ihren Einsatz zum Erhalt der Baukultur[6][18]

## Publikationen (Auswahl)
- Fabrizio Tucci, Daniele Santucci, Elisabeth Endres, Gerhard Hausladen: Smart Urban Districts: Dynamic Energy Systems for synergic interactions between Building and City. In: TECHNE - Journal of Technology for Architecture and Environment. 9. April 2018, S. 92–102, doi:10.13128/TECHNE-22741.
- Schulbauten: Räume zum Lernen und für die Gemeinschaft. Erste  Auflage. Edition Detail, München 2020, ISBN 978-3-95553-508-7.
- Lowtech im Gebäudebereich: Fachsymposium TU Berlin 17.05.2019 (= Schriftenreihe Zukunft Bauen: Forschung für die Praxis. Band 21). Bundesinstitut für Bau-, Stadt- und Raumforschung, Bonn 2020, ISBN 978-3-87994-300-5.
- Gerhard Hausladen, Elisabeth Endres: Ressourceneffizienz und Baukultur/ Resource Efficiency and Building Culture. In: Baumschlager Eberle Architekten 2010–2020. De Gruyter, 2021, ISBN 978-3-0356-2044-3, S. 329–334, doi:10.1515/9783035620443-016.
- Elisabeth Endres: Reallabor Hagenmarkt. Technische Universität Braunschweig, Institut für Architekturbezogene Kunst, IAK, Braunschweig 2022, ISBN 978-3-927115-89-7.
- Elisabeth Endres, Thomas Auer: Parameterstudie Low-Tech-Bürogebäude : passive Gebäudekonzepte und deren Auswirkungen auf Raumklima, aktive Konditionierungssysteme und den Einsatz grauer Energie in Bürogebäuden. Bundesinstitut für Bau-, Stadt- und Raumforschung, September 2022, DNB 1316242846 (bund.de [PDF]).
- Benedikt Breitenhuber, Piero Bruno, Elisabeth Endres, Andrea Klinge, Jan Mehnert, Julian Mönig, Tobias Pörschke, Eike Roswag-Klinge: Gesundes zukunftsfähiges Wohnen in Holz, Ziegel und Lehm (HZL) Stufe 1 (Konzeption) : Entwicklung und Vergleich von zwei robusten, kreislaufgerechten und technikreduzierten Bausystemen in Holz-Lehm bzw. Ziegel-Holz Bauweise für den „erschwinglichen“ Mietwohnungsbau über alle Lebensphasen. Deutsche Bundesstiftung Umwelt, Berlin 2023, DNB 1324728590 (dbu.de [PDF]).